# ONCF
ONCF（Office National des Chemins de Fer）は、モロッコの鉄道事業者である。日本語では、モロッコ国鉄、もしくは、モロッコ国営鉄道とも呼ばれる。
モロッコ国内に幅広いネットワークを持ち、国内主要都市間の長距離旅客輸送、および、モロッコの主要産業であるリン鉱石の物資輸送などを大きな柱としている。

## 概説
モロッコ国内の全2,110kmの幹線ネットワークのうち、640km（30%）が複線、1,580km（75%）が電化されている。軌間は標準軌（1,435mm）が使われている。線路自体は隣国のアルジェリアとも接続しているが、現在は国境が閉鎖されているため、直通列車は走っていない。駅数は120である。
マラケシュ－カサブランカ－タンジェ間、カサブランカ－フェズ－ウジュダ間には、寝台列車も走っている。また、カサブランカからムハンマド5世国際空港への空港アクセス列車もある。
2016年版の経営報告書によれば、旅客部門の実績は年間旅客数は39,500,000人・1日の旅客列車本数は220本・年間運賃収入1,420,000ディルハムである。また貨物部門の実績は年間輸送貨物量28,200,000ton・1日の貨物列車本数は72本である。
2013年以降、フランスからの技術支援によりアフリカ大陸諸国では初となる高速鉄道TGVの導入や新型機関車の導入など近代化も予定されている。

## 路線図

モロッコの鉄道ネットワーク図